# Nanxi (Tainan)
Nanxi oder Nansi (chinesisch 楠西區, Tongyong Pinyin Nánsi Cyu, W.-G. Nan2-hsi1 Ch'ü1, Pe̍h-ōe-jī Lâm-se-khu) ist ein Bezirk der regierungsunmittelbaren Stadt Tainan im Südwesten der Republik China auf Taiwan.

## Lage und Beschreibung
Nanxi liegt am östlichen Rand des Stadtgebiets von Tainan. Die maximale Ost-West-Ausdehnung beträgt etwa 11 Kilometer und die Nord-Süd-Ausdehnung 13 Kilometer. Das Gebiet Nanxis liegt im Bereich der Ausläufer des Alishan-Gebirges. Die Nachbarbezirke sind im Stadtgebiet von Taiwan die Bezirke Nanhua im Osten, Yujing im (Süd-)Westen, Liujia im Nordwesten und Dongshan im Norden. Im Nordosten grenzt Nanxi an die Gemeinde Dapu im benachbarten Landkreis Chiayi.

## Geschichte
Die ersten Bewohner der Gegend in historischer Zeit waren Angehörige indigen-taiwanischer Ethnien. Zunächst lebten hier die Tsou, die später von den Siraya verdrängt wurden. Während der japanischen Kolonialherrschaft (1895–1945) war Nanxi ein Zentrum des Tapani-Aufstandes (auch Xilai-Aufstandes, 西來庵事件) der örtlichen Bevölkerung gegen die Kolonialadministration. Der Aufstand wurde durch die japanische Armee und Polizei unterdrückt und forderte mehr als 1000 Todesopfer. Im Jahr 1920 erfolgte eine Verwaltungs-Reorganisation und das Dorf Nanxi (楠西庄,  Nánxī Zhuāng) wurde als Verwaltungseinheit im Kreis Xinhua in der Präfektur Tainan neu gebildet. Nach der Übernahme Taiwans durch die Republik China im Jahr 1945 entstand daraus die Landgemeinde Nanxi (楠西鄉,  Nánxī Xiāng) im neu formierten Landkreis Tainan. Nach Auflösung des Landkreises am 25. Dezember 2010 wurde Nanxi zu einem Stadtbezirk (區,  Qū) von Tainan.
| Gliederung Nanxis |
|                   |

## Verwaltungsgliederung
Nanxi ist in 7 Ortsteile (里,  Lǐ) gegliedert.
1 Zhaoxing (照興里)

2 Mizhi (密枝里)

3 Nanxi (楠西里)

4 Dongshi (東勢里)

5 Lutian (鹿田里)

6 Wanqiu (灣丘里)

7 Guidan (龜丹里)

## Verkehrsverbindungen
Die wichtigste Straßenverbindung ist die Provinzstraße 3, die von Südwesten nach Nordosten zieht. Von dieser zweigt nach Westen die Kreisstraße 174 ab.

## Landwirtschaft
Dominierender Wirtschaftszweig ist die Landwirtschaft. Vorwiegend wird Obstbau betrieben mit dem Anbau von Sternfrucht, Ume, Chinesischer Jujube, Mango, Longan u. a. Nanxi wird als „Bezirk der hundert Früchte“ (百果之區,  Bǎi Guǒzhī Qū) vermarktet.

## Besonderheiten, Sehenswürdigkeiten
Der nahegelegene Zengwen-Stausee im nördlich benachbarten Dapu zieht viele Touristen an. In Nanxi befindet sich der Ostausgang des Wushanling-Wasserumleitungstunnels (烏山嶺引水隧道,  Wūshānlǐng Yǐnshuǐ Suìdào, ), mit dem Wasser des Flusses Zengwen (曾文溪,  Céngwén Xī) zur Auffüllung des Wushantou-Stausees umgeleitet wird. Der ursprüngliche drei Kilometer lange Tunnel wurde 1922 bis 1929 zur Zeit der japanischen Herrschaft nach Plänen des Wasserbauingenieurs Yoichi Hatta (八田與一) erbaut. Da der alte Tunnel baufällig geworden war, wurde ab dem Jahr 2012 ein zweiter Tunnel erbaut. Das Landschaftsgebiet Meiling (梅嶺風景區,  Méilǐng Fēngjǐng Qū) in Wanqiu ist vor allem während der Zeit der Pflaumenblüte von Dezember bis Januar ein Anziehungspunkt. Meiling gilt als größtes Pflaumenanbaugebiet in Südtaiwan. Die heißen Quellen von Guidan (龜丹溫泉,  Guīdān Wēnquán, ) sind die größten in Tainan. Die Yongxing-Hängebrücke (永興吊橋,  Yǒngxìng Diàoqiáo, ) verbindet als Fußgängerbrücke über den Fluss Zengwen die beiden Ortsteile Zhaoxing und Nanxi.

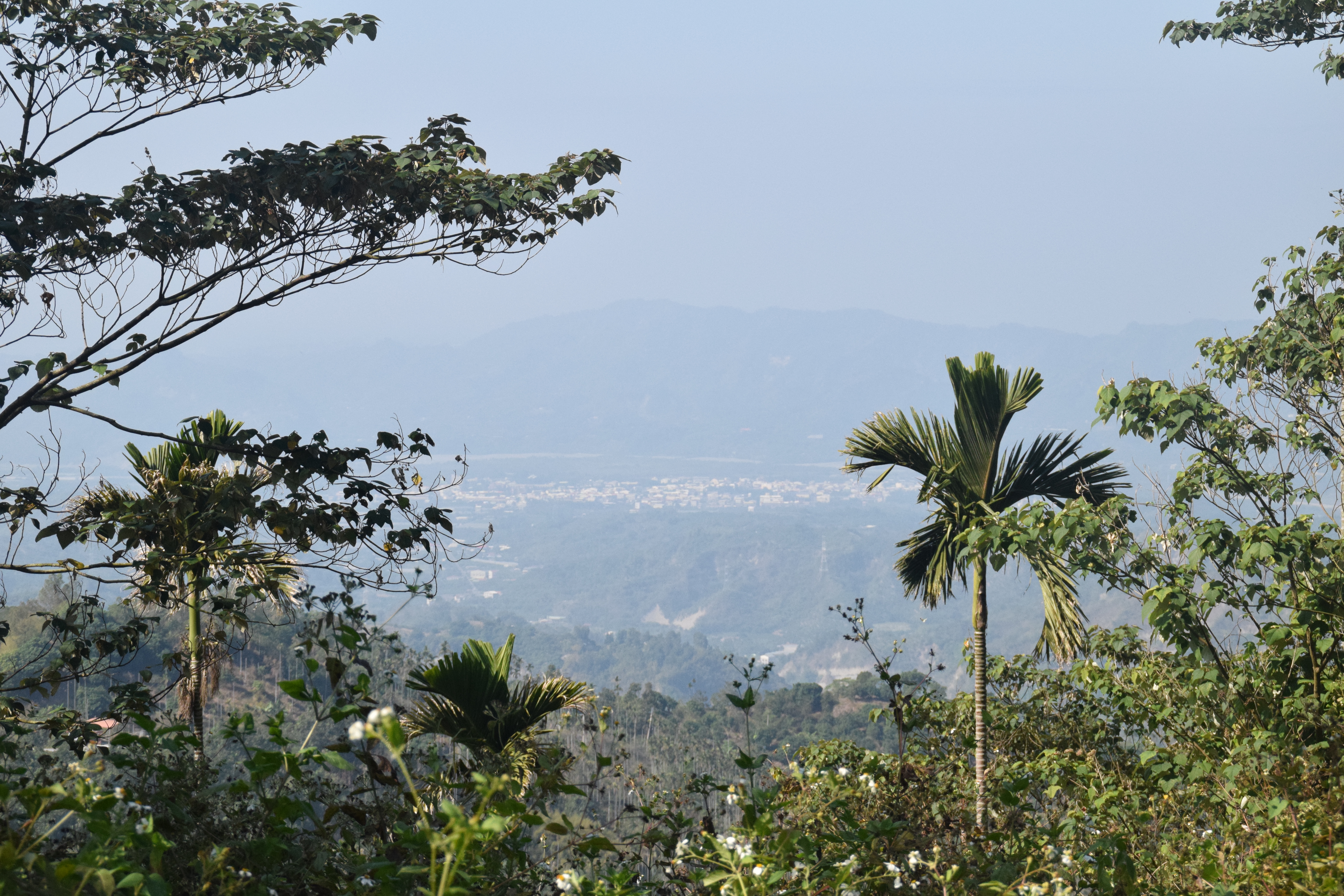
Blick auf Nanxi
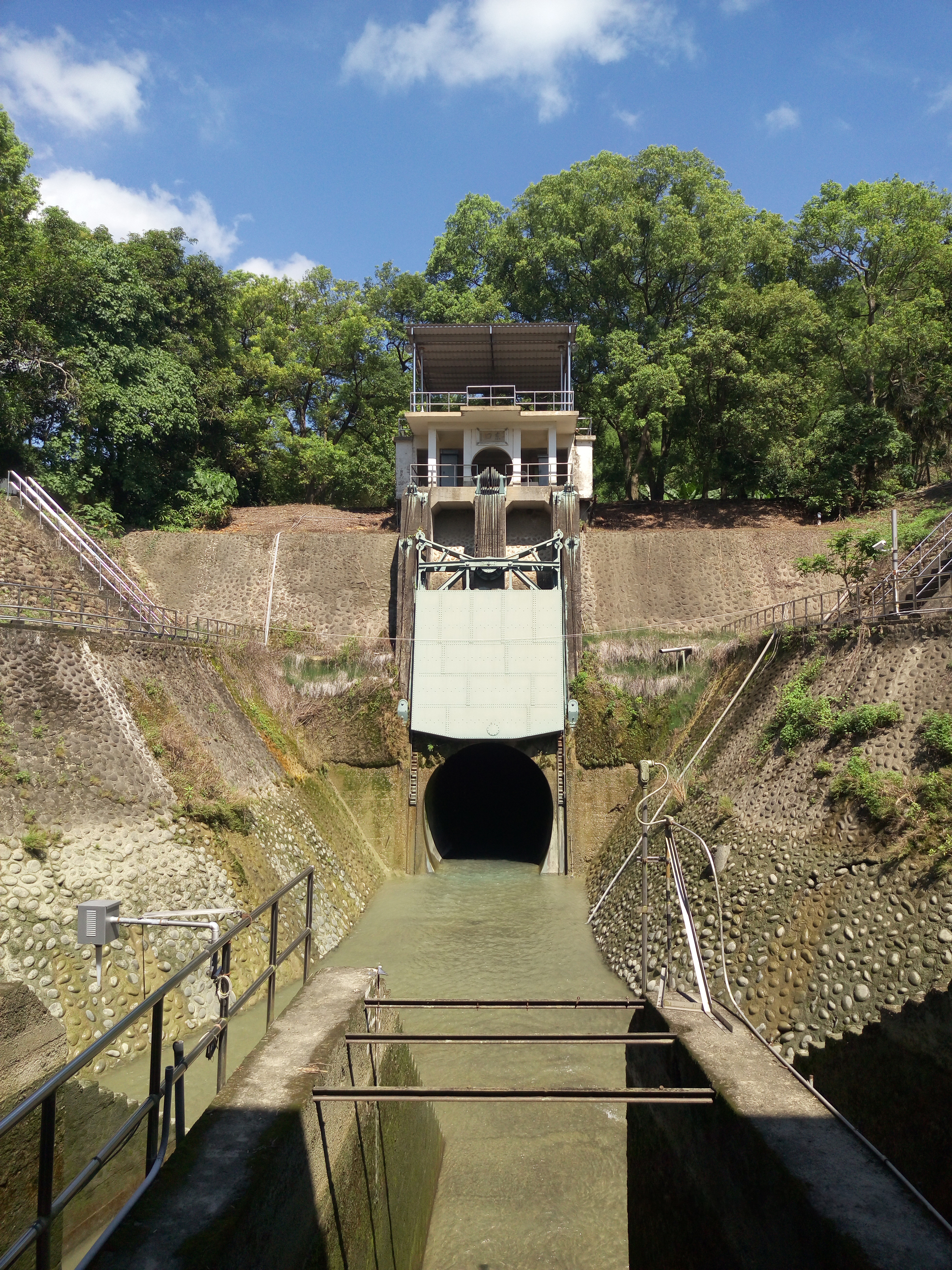
Östliches Eingangstor des Wushanling-Wasserumleitungstunnels